# Lanny Flaherty
Pour les articles homonymes, voir Flaherty.
Lanny Flaherty est un acteur américain né le 27 juillet 1942 à Pontotoc au Mississippi et mort le 18 février 2024 à New York,.

## Filmographie

### Cinéma
- 1989 : L'Étranger du froid : Gudger Wright
- 1990 : Miller's Crossing : Terry
- 1991 : The Ballad of the Sad Café : Merlie Ryan
- 1993 : Sommersby : Buck
- 1993 : Les Princes de la ville : Al
- 1994 : Tueurs nés : Earl
- 1995 : L'Amérique des autres : le guide
- 1995 : Waterworld : un trader
- 1995 : Tom and Huck : Emmett
- 1997 : La Guerre des fées : Duane
- 1998 : Méli-Mélo : Red Jackson
- 2000 : Double Parked : Louie
- 2000 : Maze : un ivrogne
- 2000 : Blair Witch 2 : Le Livre des ombres : Shérif Cravens
- 2002 : Signes : M. Nathan
- 2010 : Forged : Tom
- 2010 : Love and Secrets : un propriétaire terrien
- 2012 : Men in Black 3 : Obadiah Price
- 2014 : Juillet de sang : Jack Crow

### Télévision
- 1984 : The Edge of Night : Shérif Mungard (1 épisode)
- 1986 : Equalizer : le deuxième policier (1 épisode)
- 1989 : Lonesome Dove : Soupy Jones (5 épisodes)
- 1989 : Cosby Show : George (1 épisode)
- 1991 : Mathnet : Kaboom Pickens (1 épisode)
- 1999-2000 : New York 911 : un ivrogne (2 épisodes)
- 2009 : FBI : Duo très spécial : le réceptionniste de l'hôtel (1 épisode)
- 2013 : Alpha House : un homme (1 épisode)
- 2020 : Little America : le client du magasin de chapeaux de cowboy (1 épisode)